# Crno tržište
Pod pojmom crno tržište ili crna ekonomija podrazumevaju se ekenomske aktivnosti koje se poduzimaju u jednoj državi izvan pravnog okvira kojim je data država uredila ovu oblast. Pod tim aktivnostima može se podrazumevati pružanje različitih usluga i prodaja različitih roba na takav način kojim se izbegavaju zakonske procedure čime se zaobilazi plaćanje poreza i doprinosa u državni budžet. Transakcije na crnom tržišu postaju naročito intezivne usled rata, ekonomskih sankcija, prirodnih nepogoda i sl. vanrednih sitacija u kojima dolazi do nestašice hrane, duvana, lekova i mnogih drugih potrepština. Potrebno je da se napravi razlika između crnog i tzv. sivog tržišta, oba pripadaju neinstitucionalnoj (neformalnoj ekonomiji), a koja se razlikuje od institucionalne ili formalne ekonomije.
Nije moguće odrediti potpuno preciznu definiciju sivog tržišta i sive ekonomije. Međutim, po uopštenom shvatanju pod sivom ekonomijom podrazumeva se određena ekonomska aktivnost koja nije ilegalna (npr. izdavanje stana pod zakup), ali se ta aktivnost ne obavlja u skladu sa propisanim formalnim pravilima, čime se može vršiti utaja poreza, izbegavanje plaćanja osiguranja, izbegavanje poštovanja određenih standarda za tu delatnost, te slično. Suprotno tome, na crnom tržištu se obavlja prometovanje robama i usluguma čija prodaja nije dozvoljena. npr: trgovina ljudima, narkotici, analgetici, određene opasne hemikalije, oružje, nafta, piratski kompakt diskovi, knjige i slično. 

## Primeri trgovine na crnom tržištu

### Prohibicije u Sjedinjenim Američkim Državama
U periodu od 1920 do 1933 godine, u SAD trajala je kampanja zabrane proizvodnje i prometa alkoholnih pića. Pod uticajem shvatanja doktora Bendžamina Raša, koji je smatrao da preterano konzumiranje alkohola pogubno utiče na fizičko i psihičko zdravlje, Amerikanci su Osamnaestim amandmanom Ustava SAD u cilju zaštite javnog zdravlja preduzeli ovakve mere. Razni američki kriminalni klanovi uvideli su svoju šansu za sticanje enormne dobiti, počeli su proizvoditi i prodavati na crnom tržištu alkoholna pića. Krajnji rezultat, pored velikih gubitaka u budžetu države, bilo je izraženo strahovito jačanje i širenje mafije. Ovakav trend je zaustavljen tek postepenim ukidanjem Prohibicija alkohola.

### Šverc vatrenim oružijem
Zakoni mnogih država zabranjuju kupoprodaju oružija ili dozvoljavaju uz veoma široka ograničenja. Kriterijum ograničenja se može kretati od promera kalibra, sistema automata, poluautomata i sl. Postoji mnogo razloga zbog kojih se oružije pojavljuje na crnom tržištu. Najčešće je to razlog nemogućnosti da se proizvod kupi legalno, ili prozvod može da se kupi legalno uz visoku cenu i plaćanje poreza. Takođe, na crnom tržištu oružijem se snadbevaju osobe koje nisu u stanju da ispune zakonske uslove zato što boluju od neke bolesti ili su ranije registrovani kao prestupnici i počinitelji krivičnih dela. Crno tržište oružijem se najčešće snadbeva prekograničnim krijumčarenjem, snadbevanjem uz pomoć uposlenih u fabrikama oružija koji to čine na zabranjen način, iz malih privatnih radionica u kojima se oružije proizvodi ručno. Na područiju država nastalih raspadom Jugoslavije zaostalo je mnogo oružija iz rata. Znatan deo tog oružija nije skladišten na adekvatan i bezbedan način, ostao je skriven na bivšim borbenim linijama,rovovima, klancima. U Engleskoj, ovaj problem je rešen tako što određene osobe koje žele koristiti određeno oružije u lovu prvo moraju proći adekvatnu obuku za pravilnu upotrebu oružija, zatim moraju biti registrovane kao posednik oružija, i na kraju to oružije se mora čuvati u lokalnom sefu namenjenom posebno za te svrhe i koji je pod nadzorom državne vlasti.

### Šverc cigaretama
Šverc cigaretama je jedan od najunosnijih „biznisa“ na crnom tržištu. Tako npr. u SAD šverceri koji iz jedne američke države preprodaju cigarete u drugoj američkoj državi ostvare profit čak do 2 milona američkih dolara. Najmanje poreske stope na cigarete su u onim saveznim američkim državama u kojima se nalaze sedišta najvećih proizvođača duvana, oni zauzimaju veoma kritičan stav prema povećanju poreza i lobiraju da se to ne desi. Kao lep primer može da posluži Severna Karolina koja je pristala da porez poveća sa 5 na 35 dolar-centi za paklicu od 20 cigareta, iako je to daleko od nacionalnog proseka. U Južnoj Karolini, porez na paklicu cigareta iznosi svega 7 centi, najniža stopa u SAD. U Velikoj Britaniji je registrovano da 27% prometovanih cigareta i 68% duvana kupljenog za ručno pravljenje cigareta, potiče sa crnog tržišta. U 2012. godini u akciji „USKOK“ hrvatska policija je uhapsila 18 krijumčara cigaretama. Krijumčari su cigarete koje su višestruko jeftinije u BiH i Crnoj Gori, atomobilima posebno prepravljenim za tu namenu, prevezli oko dvadeset hiljada šteka u Hrvatsku. Procenjuje se da je budžet Republike Hrvatske oštećen za 3,5 milona kuna. Zbog povećane aktivnosti distribucije na crnom tržištu rezanog duvana i cigareta, krajem 2013. godine porcenjeno je da je budžet Republike Srbije oštećen za 170 miliona evra.

### Krijumčaranje narkotika
Krajem 19. veka i početkom 20. veka, mnoge države su počele da zabranjuju posedovanje ili upotrebu određenih vrsta droga. Mnogi ljudi su nastavili do koriste narkotike koji su postali nelegalni, droge su se počele pojavljivati na crnom tržištu da bi se prodale ovisnicima koji nisu imali drugog načina da ih dobiju. Iako su država i zakon nastojali da spreče ilegalnu prodaju narkotika, tržišni zahtevi omogućavali su velik profit što je poslužilo kao motiv za formiranje kriminalnih grupa koje su nastojale da nastave obezbđivanje potreba crnog tržišta. Prema procenama Ujedinjenih nacija, vrednost crnog tržišta narkotika na malo, premašuje vrednost od 321,6 milijardi američkih dolara. Prema procenama iz 2004. godine, 4% svetske populacije (oko 162 milona ljudi) upotrebljava kanabis (koji se u nekim državama može kupiti legalno ), a oko 0,6% (22 milona ljudi) kanabis upotrebljava na dnevnoj bazi.
 Crno tržište droga u Srbiji počelo je naglo da raste krajem 80tih godina. Tada se gram heroina mogao kupiti za cenu od deset do dvadeset nemačkih maraka, a na žurkama se delio besplatno. Vremenom je rasla cena, ali rastao je i broj ovisnika o ovoj psihoaktivnoj supstanci. Tokom 1996. godine na graničnim prelazima kod Dimitrovgrada u par navrata zaplenjeno je nekoliko pošiljki heriona teških 5-6 stotina kilograma, namenjenih zapadnom tržištu. Nakon policijske akcije „Sablja“ verovalo se da je sasečen lanac krijmčarenja droga u Srbiji i šire. Mnogi pripadnici „Zemunskog klana“, „Voždovačkog ganga“ i mnogih drugih kriminalnih grupacija koji su bili upleteni u trgovinu drogom i ubistva, uhapšeni su tokom trajanja akcije 2003. godine. Deset godina kasnije, hapšenje šefa „Zemunskog klana“ u Španiji Luke Bojovića, dokazalo je da je ova kriminalna grupa još uvek aktivna i vitalna, i još uvek je prdavala drogu u Srbiji poreklom iz Južne Amerike. Vest o hapšenju, šefa ove narkomafije, Bojovića objavili su svi regionalni i mnogi svetski mediji. Početkom 2003. godine u Srbiji je izvedena policijska akcija „Topaz“ internacionalnog karaktera, usmerena na suzbijanje crnog tržišta. U akciji su učestvovali pripadnici gradskog SUP-a u Beogradu, Bezbednosno-informativne agencije BIA-e, Specijalne antiterorističke jedinice SAJ-a, te američke Agencije za suzbijanje droga tzv. DEA. Operacija je izvršena na lokalitetima Stara i Nova Pazova, Šimanovcima i Ugrinovcima. Tom prilikom otkrivena su postrojenja za proizvodnju sintetičkih droga ekstazi, razne hemikalije za proizvodnju droga tipa anhrid sirćetne kiseline, benzil-metil-ketona u vrednosti od desetak miliona dolara. Zaplenjeno je oko 2 miliona tableta ekstazi. Uhapšen je i vlasnik ovih postrojenja, doktor Milan Zazubica. Ovo je najveća fabrika ekstazija u ovom delu Evrope i u njoj je proizvedeno sintetičkih droga u vrednosti od 50 miliona američkih dolara. Doktor Zarubica osuđen je na dvanaest godina zatvora, oduzeto mu je 320 hiljada američkih dolara, 90 hiljada evra koje je imao u zemlji, kao i 2,5 miliona švicaraskih franaka koje je imao na računu u Cirihu. Takođe, sud je konstantovao da je ovo samo deo novčane vrednosti koji je stekao prodajom narkotika na crnom tržištu te mu naložio da isplati još 10 miliona švajcarskih franaka.

### Prostitucija
U svetu, prostitucija kao delatnost je regulisana na različite načine. U nekim državama ona je ilegalna, a u nekim dozvoljena i veoma intezivno tretirana zakonskom regulativom. U mnogim naučnim studijama, prostitucija se tretira kao najkarakterističnija delatnost na crnom tržišstu iz prostog razloga zato što postoje potrošački prohtevi u kontinuitetu,a ne zahtevaju se neka posebna znanja da bi se pružala ova usluga. Prostitucija kao pojava postoji u svakoj zemlji, međutim, dokazano je da je ona naročito izražena u siromašnim i ekonomski nerazivjenim državama. U Evropi, države koje dozvoljavaju prostituciju su: Austrija, Belgija, Kipar, Češka, Danska, Estonija, Finska, Francuska, Nemačka, Grčka, Mađarska, Irska, Italija, Letonija, Luksemburg, Holandija, Poljska, Portugal, Slovačka, Švicarska, Turska i Velika Britanija, a zemlje u kojima nije dozvoljena prostitucija su: Albanija, Hrvatska, Litvanija, Malta, Rumunija, Slovenija, Srbija, Crna Gora, Bosna i Hercegovina, Makedonija.
U poprilično tradicionalnim i konzervativnim zemljama, kao što su bivše jugoslovenske republike, prostitucija se posmatra kao nešto što je nemoralno i sramotno. Osobe koje pružaju ovakvu vrstu usluga često su izložene maltretiranju, premlaćivanjima i sličnim devijantnim pojavama. Bivše jugoslovenske republike redom zabranjuju prostituciju, ali faktičko stanje je takvo da postoji ogroman broj takvih osoba na ulici. Zbog nemogućnosti da ostvare svoja prava „seksualni radnici“ su počeli javno da istupaju i traže legalizaciju prostitucije. Poseban problem predstavlja prostitucija decom. U internacionalnom zakonodavstvu, dečija prostitucija je zabranjena i svaka država na neki način bori se protiv ove pjave. Ovaj vid prostitucije naročito je intezivan u dalekoistočnim zemljama kao što su Indija u kojoj prema podacima federalne policije 1,2 milona dece je upleteno u prostituciju, i smatra se da deca čine 40% populacije prostitutki.

### Piraterija i krađa intelektualne svojine
Intelektualna tvorevina nastaje kroz složen misaoni proces, na takvoj tvorevini autorsko pravo se stiče samim činom stvaranja bez ispunjavanja ikakvih formalnosti u smislu poštovanja kvalitativnih, sadržajnih kriterijuma, bez obzira na namenu ili svrhu tvorevine. Da bi se nešto tretiralo kao „intelektualna svojina“ nije neophodno da bude materijalizovano na platnu, papiru, magnetnoj traci i sl., govorno delo, ili muzičko delo koje nije zabeleženo na papiru notama, ili koreografija koja nije pismeno izražena - uživa autorskopravnu zaštitu. Mnogi umetnici (autori), slikari, režiseri, pevači, glumci, svirači, fotografi celokupno svoje vreme troše za stvaranje tvorevina lepih za oko, sluh i prodaju ih od čega stiču jedini izvor prihoda na kojima egzistiraju. Pojavom komapkt diskova (CD-a, DVD-a, Blu Rej-a) pomoću kojih se može za stotinu evra napraviti na hiljade kopija intelektualne tvorevine bez ikakvog gubitka kvaliteta, dovelo je do procvata piraterije. Na crnom tržištu se mogu naći filmovi, muzika, literatura, računarski softver i video-igre za nerealno nisku cenu, ili čak besplatno na Internet mreži. Neki umetnici su prihvatili pravila igre na crnom tržištu, pa svoje umetničke tvorevine dele besplatno preko Interneta u nadi da će stvoriti dovoljno veliku grupu pratilaca i poštovaoca, te da će nešto zaraditi kada budu svoja dela izvodili uživo. Međutim, neki umetnici svoja dela ne mogu uživo prezentovati ako već budu piratizovana, kao što je slučaj sa fotografima, a da bude ekonomski isplativo.